# آباچا
آباچا (نام علمی: Musa textilis) نام یک گونه از سرده موز است. آباچا در زبان فیلیپینی با نام علمی musa txtilis، یک گونه از خانواده موزها می‌باشد. این گونه موز بومی فیلیپین است. همچنین این گونه موز در مزارع ذرت کشورهایی همچون اکوادور، فیلیپین و کاستاریکا کشت می‌شود. این گونه در فیلیپین در ایالت مانیل رشد و نمو پیدا می‌کند. از چوب لین گونه درخت موز دز ساخت الیاف‌های مختلف استفاده می‌شود. این گیاه تا ۱۳–۲۲ فوت (۴٫۰–۶٫۷) ساقه و برگهایش تا ۱۲ فوت (۳٫۷) رشد می‌کند. الیاف تولید شده از چوب این گیاه در ساخت پدرها و انواع رنگ‌ها استفاده می‌شود.

## استفاده‌ها
زمانی که این گیاه به خوبی رشد کرد برای تولید الیاف طبیعی استفاده می‌شود. از چوب این گیاه همچنین برای تولید کاغذ و برگ‌هایش برای تولید چای کیسه ای استفاده می‌شود.